# 高針
高針（たかばり）は、愛知県名古屋市名東区の地名。現行行政地名は高針一丁目から高針五丁目と猪高町大字高針。猪高町大字高針には、現在12の小字が設置されている。住居表示未実施。

## 地理
名古屋市名東区南部に位置する。西は神里一丁目、北は野間町・陸前町、東は勢子坊・高針台・極楽・松井町、南は新宿・牧の里に接する。
猪高町大字高針は、字勢子坊が猪高緑地南部に、字前山・牧・山ノ中・梅森坂・原などが牧野ヶ池緑地から愛知カンツリー倶楽部の一帯に、字大廻間・前田・西山などが植田川沿いのごく僅かな区画にそれぞれ残存する。字勢子坊は、東は長久手市、西と南は極楽、北は猪高町大字上社にそれぞれ接する。字前山・牧・山ノ中・梅森坂・原などは、東は梅森坂、西は天白区鴻の巣、南は牧の里、北は天白町大字植田にそれぞれ接する。字大廻間・前田・西山などは、東と北は牧の里、西は神里、南は牧の原にそれぞれ接する。このほか字極楽が極楽東端部のごく僅かな区画に残存する。

### 池沼
- 牧野池（牧野ヶ池緑地内）

### 字一覧

猪高町大字高針における旧字の位置関係

猪高町大字高針とその前身である愛知郡高針村の小字は以下の通り。消滅した字については背景色    で示す。
| 字                 | 字                         |
| ------------------ | -------------------------- |
| 荒田（あらた）     | 梅森坂（うめもりざか）     |
| 大針（おおばり）   | 小畑（おばた）             |
| 大久手（おくて）   | 大廻間（おばさま）         |
| 北島（きたじま）   | 古谷（こたに）             |
| 極楽（ごくらく）   | 新屋敷前（しんやしきまえ） |
| 勢子坊（せこぼう） | 西山（にしやま）           |
| 原（はら）         | 深田池（ふかだいけ）       |
| 前田（まえだ）     | 前山（まえやま）           |
| 牧（まき）         | 松井（まつい）             |
| メクソ             | 山ノ中（やまのなか）       |

## 歴史

### 町名の由来
江戸期の愛知郡高針村を前身とする。高針の由来は二説あり、津田正生は『尾張国地名考』の中で、高台を開墾したことを意味する「高治（たかはり）」から転じたとしている。また『猪高村誌』では、大和国葛城地方の高尾張邑から進出した勢力が当地にも「高尾張」の名をつけ、のちに尾が略されたものとの説を挙げている。
「高針」という地名は戦国期以前からあり、天文年間の『桜井文書』に「尾州八事迫大聖寺先達所事　高針」と見える。高針は、16世紀前半まで尾張国山田郡のうち国衙領「八事迫」の一部として扱われていたが、後に山田郡が廃止されると愛知郡に編入された。

### 行政区画の変遷

#### 猪高町大字高針

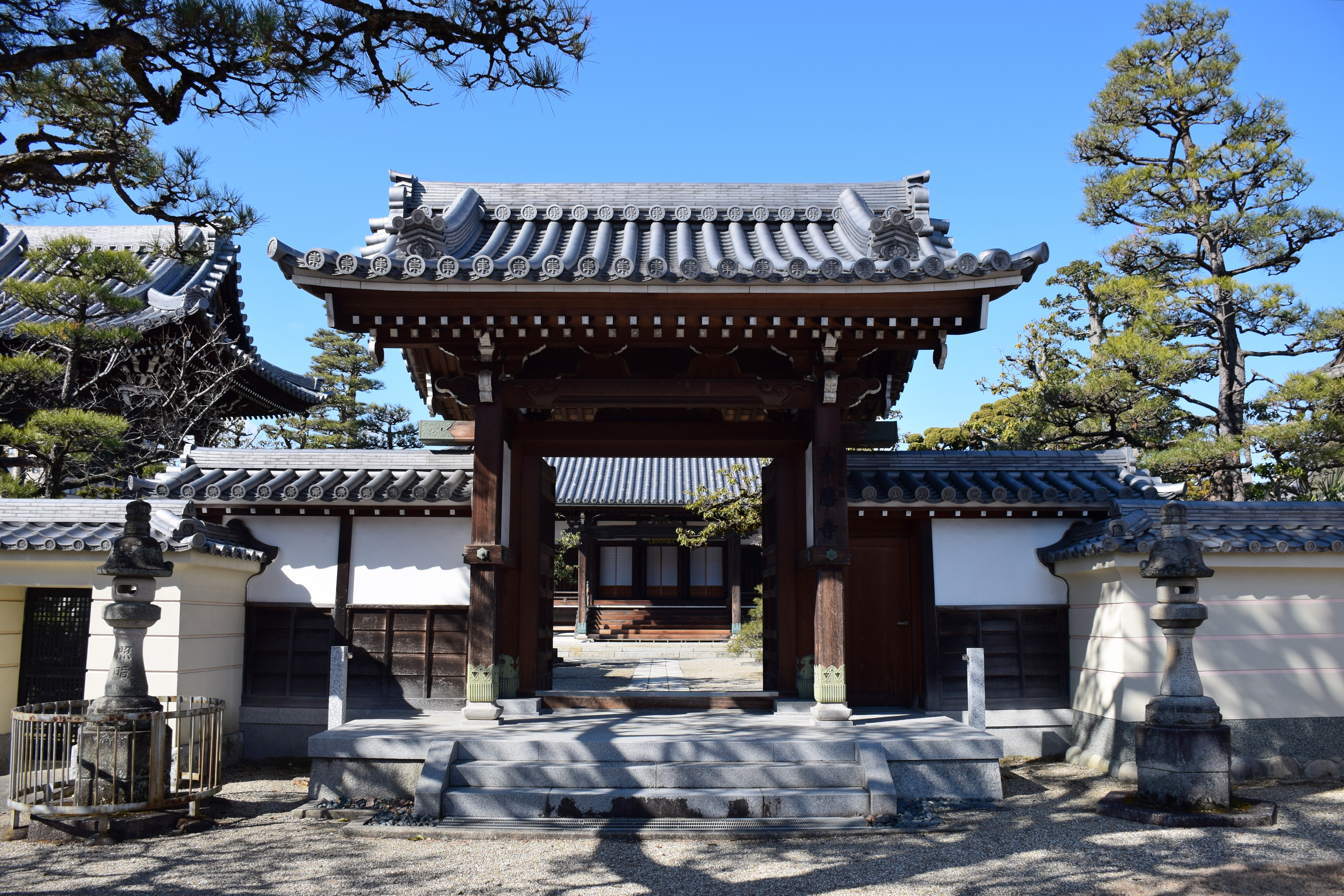
東勝寺
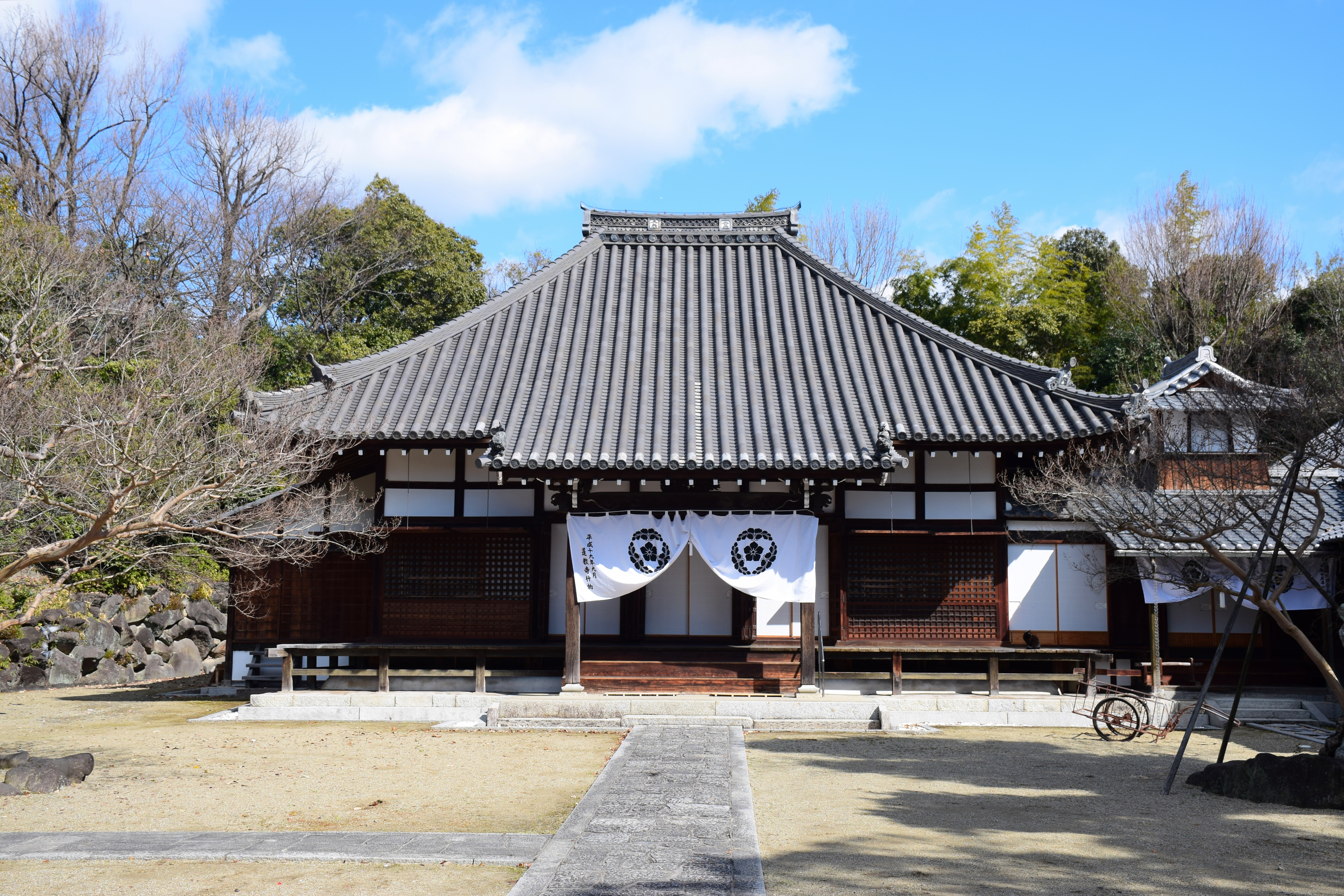
蓮教寺
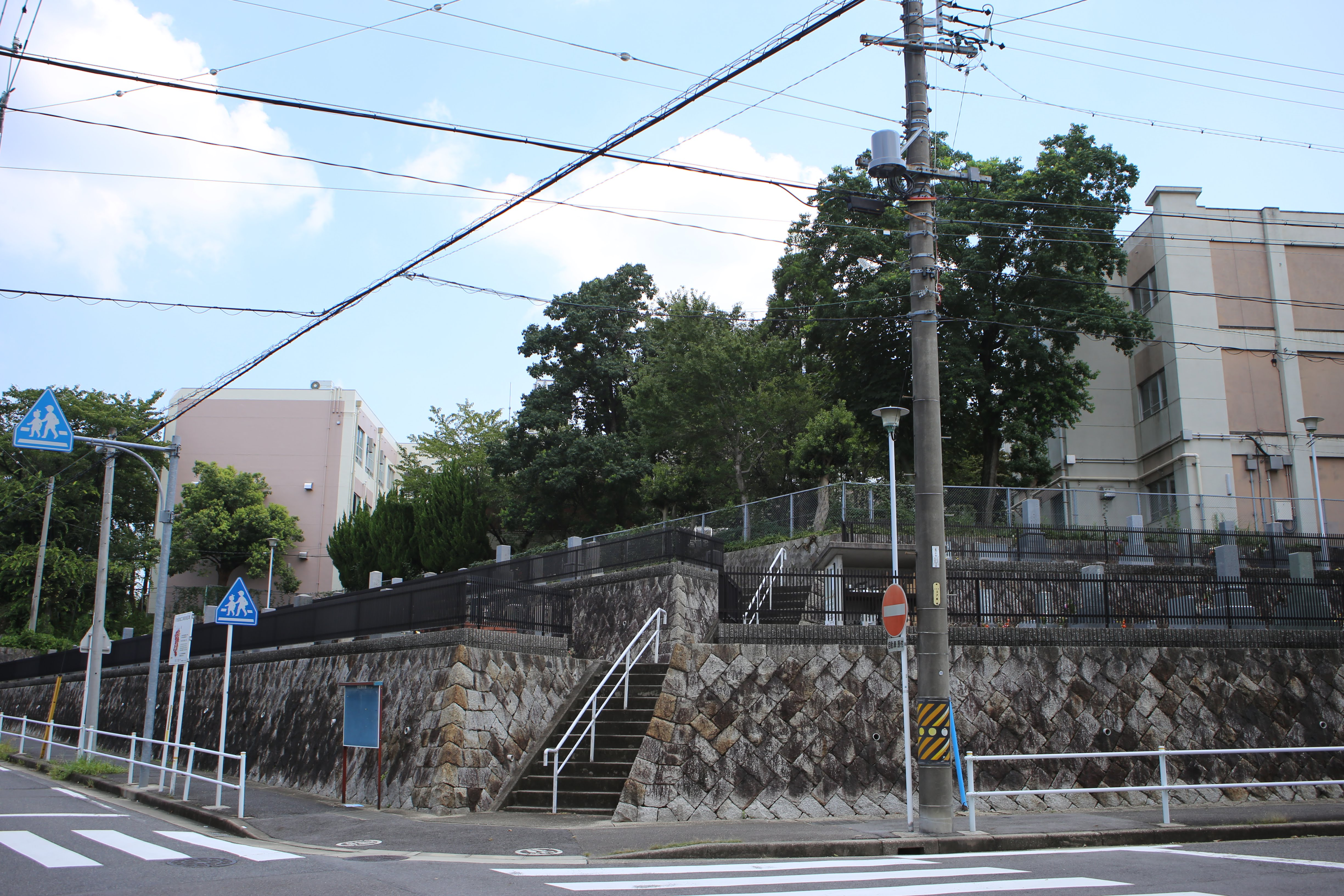
高針小学校
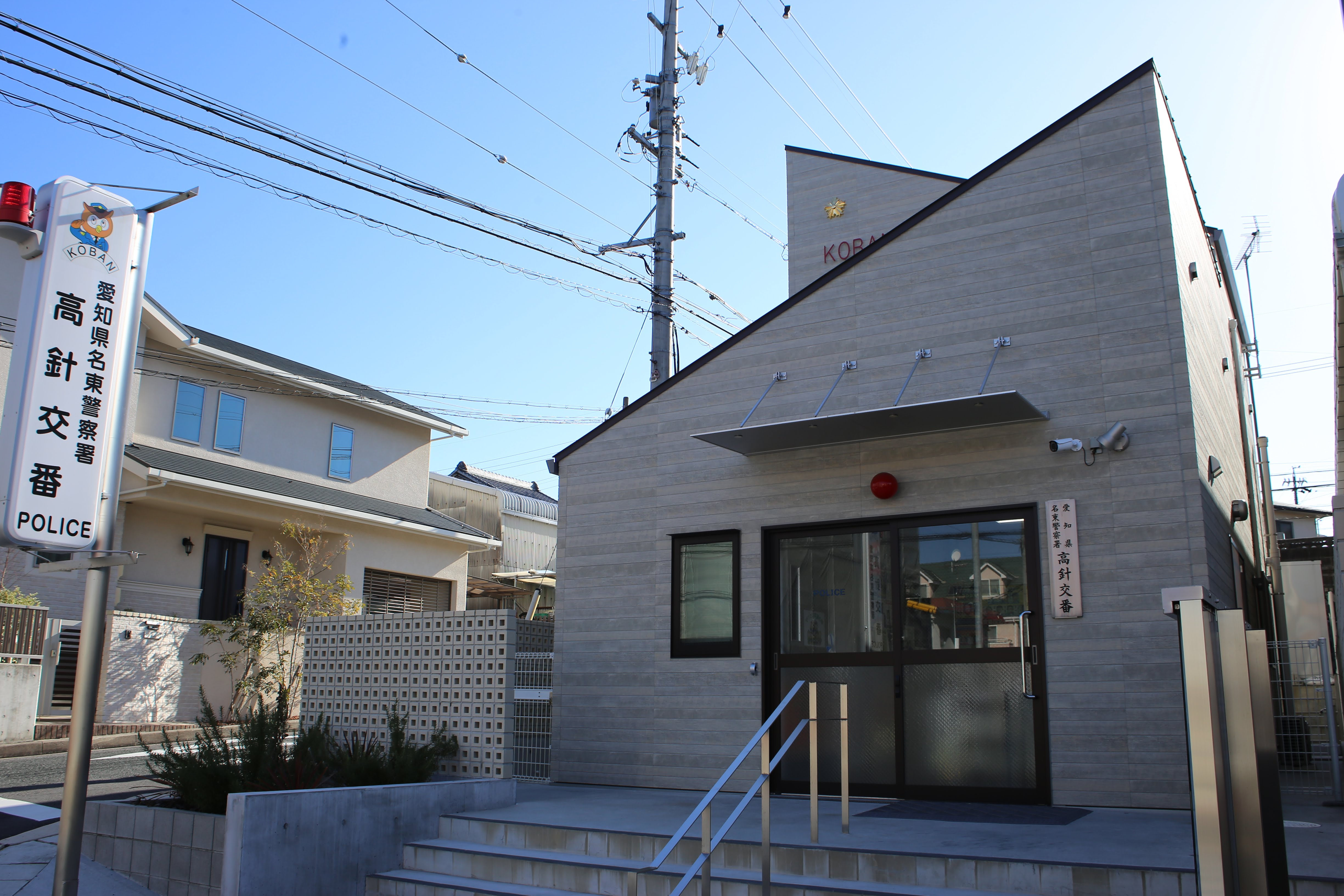
高針交番
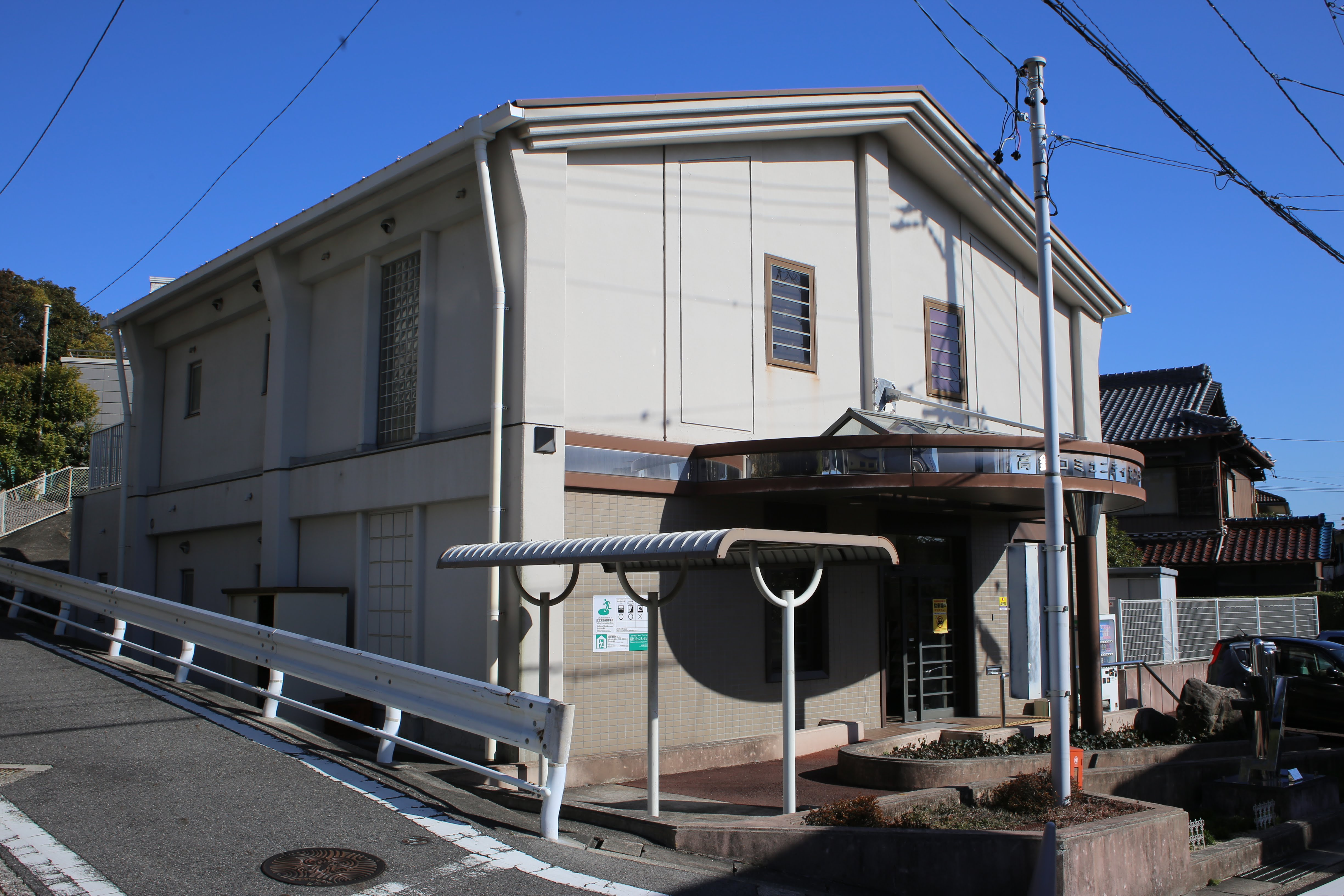
高針コミュニティセンター
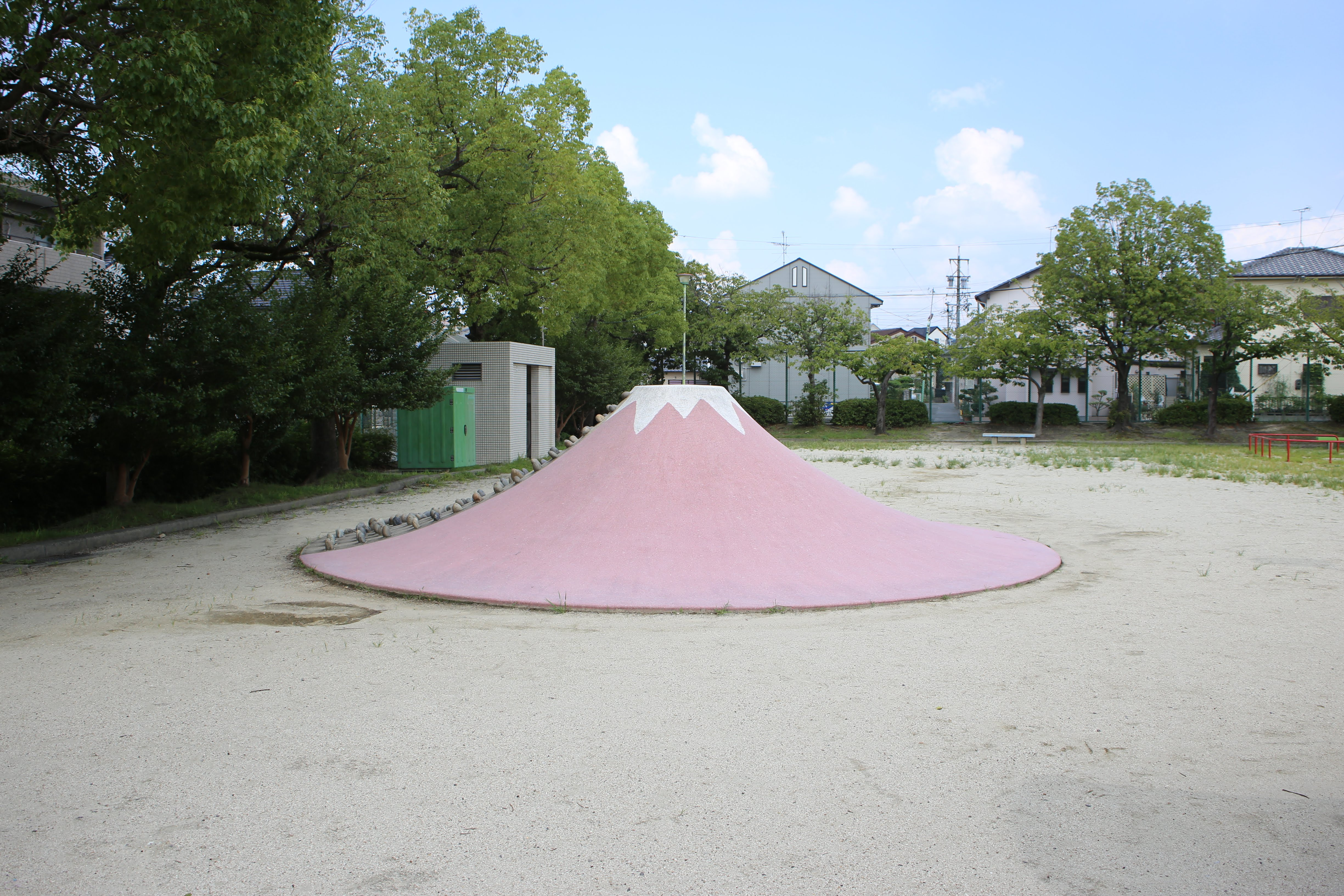
深田池公園

- 1889年（明治22年）10月1日 - 愛知郡高針村が合併に伴い、同郡高社村大字高針となる[2]。
- 1906年（明治39年）5月1日 - 合併に伴い、愛知郡猪高村大字高針となる[2]。
- 1955年（昭和30年）4月5日 - 合併に伴い、名古屋市千種区猪高町大字高針となる[2]。
- 1961年（昭和36年）5月1日 - 一部が植園町・扇町・神丘町・代万町・名東本通・にじが丘・西里町・西山本通・星ケ丘に編入される[1][7]。
- 1967年（昭和42年）4月28日 - 一部が神里一丁目および二丁目に編入される[1]。大廻間南部土地区画整理組合の換地処分による[8]。
- 1969年（昭和44年）5月30日 - 一部が高間町・神里一丁目に編入される[1]。大廻間土地区画整理組合の換地処分による[8]。
- 1970年（昭和45年）4月8日 - 一部が新宿一丁目および二丁目に編入される[2]。
- 1974年（昭和49年）11月15日 - 一部が神里一丁目・亀の井一丁目から二丁目・高間町に編入される[1]。瓶ノ井土地区画整理組合の換地処分による[8]。
- 1975年（昭和50年）2月1日 - 行政区変更に伴い、大部分が名東区猪高町大字高針となる[2]。
- 1976年（昭和51年）10月3日 - 千種区猪高町大字高針の残部が同区星ケ丘へ編入され廃止[7]。
- 1977年（昭和52年）5月29日 - 一部が大針一丁目から三丁目・新宿一丁目に編入される[2]。大針土地区画整理組合の換地処分による[9]。
- 1979年（昭和54年）6月17日 - 一部が大針一丁目および二丁目・極楽一丁目から三丁目に編入される[2]。極楽土地区画整理組合の換地処分による[8]。
- 1980年（昭和55年）
  - 9月23日 - 一部が新宿一丁目および二丁目に編入される[2]。
  - 10月26日 - 一部が亀の井一丁目・名東本町に編入される[1]。前山土地区画整理組合の換地処分による[8]。
- 1981年（昭和56年）
  - 5月17日 - 一部が西山台に編入される[2]。
  - 6月14日 - 一部が極楽五丁目・新宿一丁目・松井町に編入される[2]。松井土地区画整理組合の換地処分による[8]。
- 1984年（昭和59年）9月23日 - 一部が同区新宿一丁目および二丁目・高針一丁目および二丁目・牧の里一丁目から牧の里三丁目に編入される[10]。高針南部土地区画整理組合の換地処分による[8]。
- 1985年（昭和60年）7月21日 - 一部が牧の里二丁目および三丁目・牧の原一丁目から三丁目に編入される[2]。西山南部土地区画整理組合の換地処分による[8]。
- 1986年（昭和61年）2月9日 - 猪高町大字一社の一部を編入、一部が神里一丁目・極楽一丁目から五丁目・新宿一丁目・勢子坊一丁目から四丁目・高針一丁目から五丁目・高針台一丁目から三丁目・野間町・牧の里一丁目に編入される[10]。高針北部土地区画整理組合の換地処分による[8]。
- 1987年（昭和62年）8月24日 - 一部が梅森坂一丁目から五丁目に編入される[2]。
- 1995年（平成7年）
  - 11月6日 - 字大久手・荒田の一部が山香町に編入される[11]。
  - 12月2日 - 字原の一部が高針原一丁目および二丁目・牧の原に、字メクソの一部が高針原二丁目・天白区鴻の巣一丁目にそれぞれ編入される[12]。
- 2011年（平成23年）10月15日 - 字大久手の一部が山香町・高針荒田に、字荒田の一部が高針荒田・天白区植田山三丁目にそれぞれ編入される[WEB 11]。
- 2018年（平成30年）8月1日 - 字大廻間の一部が神里一丁目に編入される[WEB 12]。

#### 高針一丁目から五丁目
- 1984年（昭和59年）9月23日 - 名東区猪高町大字高針の一部により、同区高針一丁目および高針二丁目がそれぞれ成立する[1]。高針南部土地区画整理組合の換地処分による[8]。
- 1986年（昭和61年）2月9日 - 高針一丁目および二丁目に猪高町大字高針の一部を編入する[1]。猪高町大字一社および猪高町大字高針の各一部により高針三丁目が、猪高町大字高針の一部により高針四丁目および高針五丁目がそれぞれ成立する[1]。高針北部土地区画整理組合の換地処分による[8]。

## 世帯数と人口
2020年（令和2年）11月1日現在の世帯数と人口は以下の通りである。
| 丁目           | 世帯数       | 人口         |
| -------------- | ------------ | ------------ |
| 高針一丁目     | 302世帯      | 670人        |
| 高針二丁目     | 268世帯      | 566人        |
| 高針三丁目     | 234世帯      | 503人        |
| 高針四丁目     | 300世帯      | 633人        |
| 高針五丁目     | 193世帯      | 480人        |
| 猪高町大字高針 | （統計なし） | （統計なし） |
| 計             | 1,297世帯    | 2,852人      |

### 人口の変遷
国勢調査による人口の推移
| 2000年（平成12年） | 2,887人 | [ WEB 13 ] |  |
| 2005年（平成17年） | 2,787人 | [ WEB 14 ] |  |
| 2010年（平成22年） | 2,932人 | [ WEB 15 ] |  |
| 2015年（平成27年） | 2,830人 | [ WEB 16 ] |  |

## 学区
市立小・中学校に通う場合、学校等は以下の通りとなる。また、公立高等学校に通う場合の学区は以下の通りとなる。
| 丁目                   | 番・番地等 | 小学校                 | 中学校                 | 高等学校 |
| ---------------------- | ---------- | ---------------------- | ---------------------- | -------- |
| 高針一丁目             | 全域       | 名古屋市立高針小学校   | 名古屋市立高針台中学校 | 尾張学区 |
| 高針二丁目             | 全域       | 名古屋市立高針小学校   | 名古屋市立高針台中学校 | 尾張学区 |
| 高針三丁目             | 全域       | 名古屋市立高針小学校   | 名古屋市立高針台中学校 | 尾張学区 |
| 高針四丁目             | 全域       | 名古屋市立高針小学校   | 名古屋市立高針台中学校 | 尾張学区 |
| 高針五丁目             | 全域       | 名古屋市立高針小学校   | 名古屋市立高針台中学校 | 尾張学区 |
| 猪高町大字高針字極楽   | 全域       | 名古屋市立極楽小学校   | 名古屋市立高針台中学校 | 尾張学区 |
| 猪高町大字高針字牧     | 全域       | 名古屋市立牧の原小学校 | 名古屋市立牧の池中学校 | 尾張学区 |
| 猪高町大字高針字山ノ中 | 全域       | 名古屋市立前山小学校   | 名古屋市立牧の池中学校 | 尾張学区 |

## 交通
- 国道302号（名古屋環状2号線）[3]
- 愛知県道217号岩藤名古屋線（高針街道、中馬街道）[3]

## 施設

### 高針一丁目
- 真宗大谷派東勝寺[3]

### 高針二丁目
- 名古屋市立高針小学校[3]
- 古谷公園[3]
- 臨済宗妙心寺派済松寺[3]
- 高牟神社[3]
- 高針コミュニティセンター

### 高針三丁目
- 深田池公園

### 高針四丁目
- 真宗高田派蓮教寺[3]
- 愛知県警察名東警察署高針交番[3]

### 高針五丁目
- 東古谷公会堂[3]

### 猪高町大字高針
- 猪高緑地
- 牧野ヶ池緑地
  - 愛知カンツリー倶楽部

- 東勝寺
- 蓮教寺
- 高針小学校
- 高針交番
- 高針コミュニティセンター
- 深田池公園

## その他

### 日本郵便
- 郵便番号
  - 高針一～五丁目：465-0061[WEB 3]（集配局：名東郵便局[WEB 19]）。
  - 猪高町大字高針：465-0067